# Claire Coombs
 (avril 2016).
Claire Coombs, née le 18 janvier 1974 à Bath, au Royaume-Uni, est depuis 2003 l'épouse du prince Laurent, fils du roi Albert II et frère du roi Philippe de Belgique, et porte le titre de princesse de Belgique depuis 2003.

## Biographie

### Enfance et vie professionnelle
Claire Louise Coombs, née le 18 janvier 1974 à Bath, est la fille de Nicholas Coombs, un homme d'affaires, et de Nicole Mertens. Elle a la double nationalité britannique et belge. Elle a une sœur, Joanna, et un frère, Matthew. La famille Coombs s'installe à Dion-le-Val en Brabant wallon en 1977. Claire effectue ses études primaires et secondaires à l'Institut de la Providence à Wavre. Durant ses temps libres, elle se consacre à la musique, à l'équitation et au scoutisme. Après avoir commencé des études d'architecture, elle préfère s'orienter vers la profession de géomètre. Elle obtient le diplôme de géomètre-expert immobilier en 1999. Le bureau Brone et Oldenhove à Wavre, chez qui elle avait effectué un stage, lui propose alors de devenir membre associé. Claire parle le français, le néerlandais et l'anglais.

### Mariage et enfants
Le 19 décembre 2002, les fiançailles du prince Laurent de Belgique avec Claire Coombs sont annoncées par le roi et la reine des Belges.   
Le 12 avril 2003, le prince Laurent et Claire Coombs sont mariés civilement à l'hôtel de ville de Bruxelles par le bourgmestre Freddy Thielemans. Le mariage religieux se déroule en la cathédrale Saints-Michel-et-Gudule et est marqué par la méditation du prêtre français Guy Gilbert, ami personnel du prince. À la demande de ce dernier, une messe d'actions de grâces a lieu le lendemain du mariage dans le quartier pauvre des Marolles (Bruxelles), où la Fondation Prince-Laurent a ouvert un dispensaire pour animaux.  
De cette union sont nés trois enfants : 
- la princesse Louise Sophie Mary (Woluwe-Saint-Lambert, 6 février 2004) ;
- le prince Nicolas Casimir Marie de Belgique (Woluwe-Saint-Lambert, 13 décembre 2005) ;
- le prince Aymeric Auguste Marie (Woluwe-Saint-Lambert, 13 décembre 2005).

La princesse Claire, son époux et leurs enfants habitent à Tervuren dans la Villa Clémentine qui a été construite au début des années 1990 par la Donation royale pour être mise à la disposition du prince Laurent.

### Rôle royal
Lors des élections régionales et européennes du 13 juin 2004, la princesse Claire est choisie, parmi la liste des électeurs, pour être assesseur dans un bureau de vote de la commune de Tervuren. Malgré quelques réticences du Palais, la princesse assuma son devoir civique comme n'importe quel citoyen. C'était la première fois qu'un membre de la famille royale effectuait cette tâche et ce fut salué comme un nouvel exemple de la modernisation de la monarchie depuis 1993.
Contrairement à ses deux belles-sœurs Mathilde et Astrid, Claire n'a pas de rôle officiel défini et apparaît peu en public. La princesse Claire est la marraine de l'ASBL De Gentse Barge, et a accordé son haut patronage à la Brussels Choral Society qui a participé à la cérémonie religieuse de son mariage. Elle est aussi la marraine d'une Rose Princesse Claire, une rose blanche créée par l'horticulteur Carl Van Sante et baptisée par le prince en 2006. Lors de ses activités officielles, la princesse est souvent habillée par la maison de mode Natan dirigée par le créateur de mode belge Édouard Vermeulen, fournisseur breveté de la Cour de Belgique, mais elle aime aussi sortir de l'anonymat des couturiers belges moins connus, comme Mademoiselle Lucien (lors de la fête nationale 2004) ou Stijn Helsen (lors de la fête nationale 2008). Son sac noir en forme de Belgique prêté par la Maison Delvaux a également été très remarqué lors de la fête nationale 2008. La princesse Claire est la marraine de sa nièce la princesse Éléonore de Belgique (née en 2008), fille du roi Philippe et de la reine Mathilde. En mai 2010, la princesse accepte la présidence d'honneur de la Fondation Pro Rénovassistance. À l'occasion du 50e anniversaire des Espaces verts et Arts des jardins, célébré en 2011 au château de Belœil, la princesse Claire devient la présidente d'honneur de l'association créée en 1961 par Ernest-John Solvay, l'architecte-paysagiste René Pechère et la princesse de Ligne.
Lors d'une assemblée générale en juin 2013, la princesse Claire a été nommée administratrice déléguée de Rec 67 Arlon, une société immobilière créée pour acheter, rénover et louer des immeubles situés 63, 65 et 67, rue d'Arlon à Bruxelles.
En 2024, la princesse Claire de Belgique a repris les engagements de sa belle-mère la reine Paola en matière d’enseignement.

## Titulature
Elle porte successivement les noms puis titre de :
- Mademoiselle Claire Louise Coombs (18 janvier 1974 – 12 avril 2003)
- Son Altesse Royale la princesse Claire de Belgique (depuis son mariage, le 12 avril 2003, avec le prince Laurent de Belgique)[2],[3]

## Distinctions
La princesse Claire a reçu le prix United Humans Award 2018 for Mutual Respect.
Les distinctions suivantes lui ont également été décernées :
- Grand cordon de l'ordre de Léopold en 2004 (Belgique)[5];
- Grand-croix de l'ordre de l'Infant Dom Henri en 2005 (Portugal) ;
- Grand-croix de l'ordre royal norvégien du Mérite en 2003 ;
- Grand-croix de l'ordre de la Couronne en 2006 (Pays-Bas).

## Annexe